# Merritt B. Gerstad
Pour les articles homonymes, voir Gerstad.

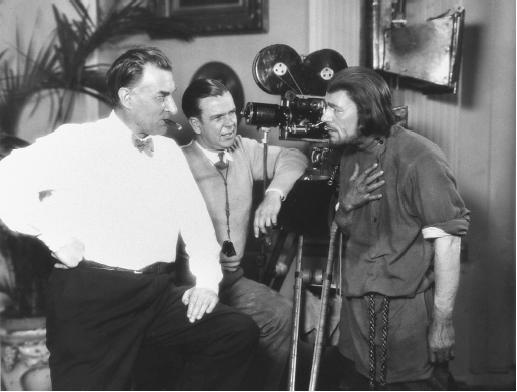
Benjamin Christensen, Merritt B. Gestad et Lon Chaney (de g. à d.), sur le tournage de Mockery (1927)

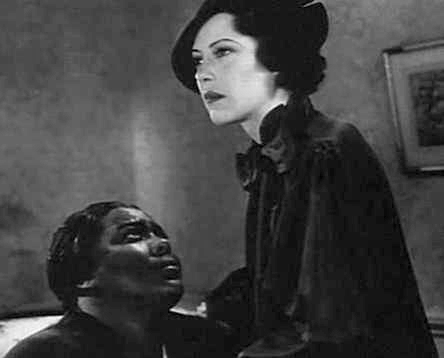
Images de la vie (1934) :
Louise Beavers (à g.) et Fredi Washington

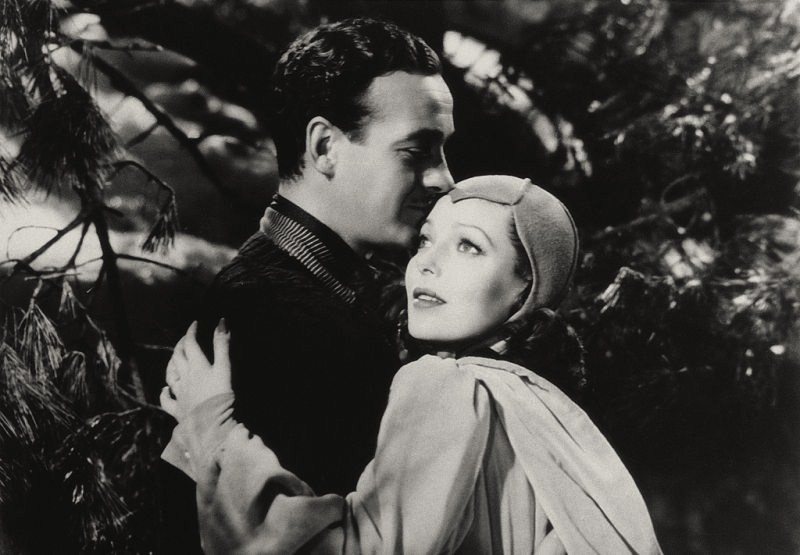
Divorcé malgré lui (1939) :
David Niven et Loretta Young

Merritt B. Gerstad (parfois crédité Merritt Gerstad), né le 5 juillet 1900 à Chicago (Illinois), mort le 1er mars 1974 à Laguna Beach (Californie), est un directeur de la photographie américain, membre de l'ASC.

## Biographie
Merritt B. Gerstad débute comme chef opérateur en 1920 et contribue jusqu'en 1945 — année où il se retire — à plus de soixante-dix films américains (dont une vingtaine muets), y compris des westerns, au sein de la Metro-Goldwyn-Mayer, d'Universal Pictures, ou de la Warner Bros.
Il travaille notamment aux côtés des réalisateurs Harry Beaumont (ex. : Our Blushing Brides en 1930, avec Joan Crawford et Robert Montgomery), Tod Browning (ex. : La Monstrueuse Parade en 1932, avec Wallace Ford et Leila Hyams), Tay Garnett (ex. : Divorcé malgré lui en 1939, avec David Niven et Loretta Young), Henry King (L'Heure suprême, version de 1937, avec Simone Simon et James Stewart), Irving Rapper (Rhapsodie en bleu en 1945, son dernier film, avec Robert Alda, Joan Leslie et Alexis Smith), John M. Stahl (ex. : Images de la vie en 1934, avec Claudette Colbert et Louise Beavers), ou encore Sam Wood (Une nuit à l'opéra en 1935, avec les Marx Brothers).

## Filmographie partielle
- 1922 : Under Oath de George Archainbaud
- 1924 : The Man from Wyoming de Robert N. Bradbury
- 1924 : High Speed d'Herbert Blaché
- 1925 : Tourbillon de jeunesse (The Mad Whirl) de William A. Seiter
- 1925 : Dangereuse Innocence (Dangerous Innocence) de William A. Seiter
- 1925 : Tessie de Dallas M. Fitzgerald
- 1926 : La Route de Mandalay (The Road to Mandalay) de Tod Browning
- 1926 : The Ice Flood (en) de George B. Seitz
- 1927 : Londres après minuit (London after Midnight) de Tod Browning
- 1927 : Mockery de Benjamin Christensen
- 1927 : L'Inconnu (The Unknown) de Tod Browning
- 1928 : Alias Jimmy Valentine de Jack Conway
- 1928 : Le Plus Singe des trois (Circus Rookies) d'Edward Sedgwick
- 1928 : Un certain jeune homme (A Certain Young Man) de Hobart Henley et Edmund Goulding
- 1928 : Le Suprême Rendez-vous (Forbidden Hours) de Harry Beaumont
- 1929 : La Treizième Chaise (The Thirteenth Chair) de Tod Browning
- 1929 : A Man's Man de James Cruze
- 1929 : Wonder of Women de Clarence Brown
- 1929 : Navy Blues de Clarence Brown
- 1929 : Le Pont du roi Saint-Louis (The Bridge of San Luis Rey) de Charles Brabin
- 1929 : La Naissance d'un Empire (Tide of Empire), d'Allan Dwan
- 1929 : Devil-May-Care de Sidney Franklin
- 1930 : Cœurs impatients (Our Blushing Brides), de Harry Beaumont
- 1930 : Le Désir de chaque femme (A Lady to love) de Victor Sjöström
- 1930 : Call of the Flesh de Charles Brabin
- 1931 : Gentleman's Fate de Mervyn LeRoy
- 1931 : Daybreak de Jacques Feyder
- 1931 : West of Broadway de Harry Beaumont
- 1931 : Never the Twain shall meet de W.S. Van Dyke
- 1931 : Le Grand Amour (The Great Lover) de Harry Beaumont
- 1931 : Flying High de Charles Reisner
- 1931 : Guilty Hands de W. S. Van Dyke
- 1932 : Strange Justice (en) de Victor Schertzinger
- 1932 : La Monstrueuse Parade (Freaks) de Tod Browning
- 1932 : Payment Deferred de Lothar Mendes
- 1932 : Night World d'Hobart Henley
- 1933 : Goldie gets along de Malcolm St. Clair
- 1933 : Une nuit seulement (Only Yesterday) de John M. Stahl
- 1933 : Le Secret de madame Blanche (The Secret of Madame Blanche) de Charles Brabin
- 1933 : Le Bataillon des sans-amour (The Mayor of Hell) d'Archie Mayo et Michael Curtiz
- 1934 : Images de la vie (Imitation of Life) de John M. Stahl
- 1934 : Beloved de Victor Schertzinger
- 1934 : Social Register de Marshall Neilan
- 1934 : The Man who reclaimed his Head d'Edward Ludwig
- 1935 : Une nuit à l'opéra (A Night at the Opera) de Sam Wood
- 1935 : Aux frais de la princesse (The Daring Young Man) de William A. Seiter
- 1936 : Strike Me Pink de Norman Taurog
- 1936 : La Brute magnifique (Magnificent Brute) de John G. Blystone
- 1936 : À New York tous les deux (en) (The Luckiest Girl in the World) d'Edward Buzzell
- 1936 : Le Grand Ziegfeld (The Great Ziegfeld) de Robert Z. Leonard
- 1936 : One Rainy Afternoon de Rowland V. Lee
- 1936 : Dortoir de jeunes filles (Girls Dormitory) d'Irving Cummings
- 1937 : She Married an Artist de Marion Gering
- 1937 : L'Heure suprême (Seventh Heaven) de Henry King
- 1939 : Le Poignard mystérieux (Slighty Honorable) de Tay Garnett
- 1939 : Divorcé malgré lui (Eternally Yours) de Tay Garnett
- 1939 : Bulldog Drummond's Secret Police (en) de James Patrick Hogan
- 1939 : Winter Carnival de Charles Reisner
- 1940 : Destins dans la nuit'' (The House Across the Bay) d'Archie Mayo
- 1941 : Son patron et son matelot (A Girl, a Guy and a Gob) de Richard Wallace
- 1941 : Illusions perdues (That Uncertain Feeling) d'Ernst Lubitsch (photographie additionnelle)
- 1941 : Ses trois amoureux (Tom Dick and Harry) de Garson Kanin
- 1942 : Night in New Orleans (en) de William Clemens
- 1943 : Quand le jour viendra (Watch on the Rhine) de Herman Shumlin
- 1945 : La mort n'était pas au rendez-vous (Conflict) de Curtis Bernhardt
- 1945 : Rhapsodie en bleu (Rhapsody in Blue) d'Irving Rapper